# Gyönk
Gyönk  este un oraș în districtul Tamás, județul Tolna, Ungaria, având o populație de 1.977 de locuitori (2011). 

## Demografie
Componența etnică a orașului Gyönk
     Maghiari (83,49%)
     Germani (12,68%)
     Romi (3,83%)
Componența confesională a orașului Gyönk
     Reformați (15,38%)
     Luterani (15,12%)
     Fără religie (10,27%)
     Necunoscută (58,57%)
     Atei (0,66%)
     Alte religii (0,4%)
Conform recensământului din 2011, orașul Gyönk avea 1.977 de locuitori. Din punct de vedere etnic, majoritatea locuitorilor (83,49%) erau maghiari, existând și minorități de germani (12,68%) și romi (3,83%). Nu există o religie majoritară, locuitorii fiind reformați (15,38%), luterani (15,12%) și persoane fără religie (10,27%). Pentru 58,57% din locuitori nu este cunoscută apartenența confesională.